# Emil Dziwisz
Emil Dziwisz (ur. 12 lutego 1921 w Hajdukach Wielkich, zm. grudzień 1942 jako żołnierz Wehrmachtu pod Donieckiem) – polski piłkarz występujący na pozycji napastnika.
Dziwisz urodził w rodzinie Teresy z domu Buba i Anastazego. Ojciec był pracownikiem Huty Batory, zaś matka zajmowała się domem. Emil był ich ósmym dzieckiem. Miał siedmioro rodzeństwa: Edwarda, Helenę, Feliksa, Alojzego, Karola, Augustyna oraz Konstantego. Karierę piłkarską rozpoczął w 1934 roku w drużynie juniorów Ruchu Chorzów. Cztery lata później został włączony do zespołu seniorów, występującego wówczas w I lidze.
W barwach „Niebieskich” zadebiutował 3 lipca 1938 r. w zremisowanym 2:2 meczu z ŁKS–em Łódź. Dziwisz zastąpił w tym spotkaniu nieobecnego Gerarda Wodarza. Pierwszą bramkę dla Ruchu strzelił 2 lipca 1939 roku w przegranym 2:3 spotkaniu z Polonią Warszawa. Dziwisz wywalczył z „Niebieskimi” w sezonie 1938 i 1939 mistrzostwo Polski.
Dwa dni po wybuchu II wojny światowej niemieckie władze okupacyjne zlikwidowały Ruch, natomiast w listopadzie powołały w jego miejsce Bismarckhütter SV, w którym grała część przedwojennych piłkarzy klubu. Dziwisz zadebiutował w Bismarckhütter SV 19 listopada 1939 r. w przegranym 1:2 meczu przeciwko Turn-und Sport Lipine; w połowie konfrontacji został zmieniony przez Jana Wiechoczka. Jako Ślązak został przymusowo wcielony do Wehrmachtu. Zginął w grudniu 1942 r. pod Donieckiem w niewyjaśnionych okolicznościach.
W 2006 r. został umieszczony na liście zasłużonych sportowców przez Radę Pedagogiczną Szkoły Podstawowej nr 34 im. Sportowców Hajduckich w Chorzowie.

## Statystyki klubowe
| Sezon | Klub         | Liga   | Liga krajowa | Liga krajowa |
| ----- | ------------ | ------ | ------------ | ------------ |
| Sezon | Klub         | Liga   | Mecze        | Bramki       |
| 1938  | Ruch Chorzów | I Liga | 1            | 0            |
| 1939  | Ruch Chorzów | I Liga | 2            | 1            |
| Razem | Razem        | Razem  | 3            | 1            |